# 彭浦新村站
彭浦新村站位于中华人民共和国上海市静安区彭浦新村街道共和新路与场中路交叉口，是上海地铁1号线的地铁车站。由于车站附近是大型居民区彭浦新村，因此该站是上海地铁系统中客流较大的车站之一，每到上下班高峰期，车站或会采取限流措施以保证安全。

## 车站结构

### 楼层分布
彭浦新村站为高架车站，共有三层：第一层于共和新路平齐，设有4个出入口；二层是站厅，提供地铁售票、交通卡充值、安检进站等服务；三层是站台层，设有两个侧式站台。其中，站台上方是南北高架。
以下是彭浦新村站站房楼层分布图：
| 地上四层 | 道路               | 南北高架                         |                    |                    |
| 地上三层 | 侧式站台，右侧开门 | 侧式站台，右侧开门               | 侧式站台，右侧开门 | 侧式站台，右侧开门 |
|          |                    | █ 1号线 往富锦路（共康路）       |                    |                    |
|          |                    | █ 1号线 往莘庄（汶水路）         |                    |                    |
|          | 侧式站台，右侧开门 |                                  |                    |                    |
| 地上二层 | 站厅               | 票务服务、自动售票机、人工服务台 |                    |                    |
| 地面层   | 出入口             | 1-4出入口                        |                    |                    |

### 站厅
彭浦新村站站厅设有两个互不连通的进站区域。北进站区域连接1、4号口，各设2座楼梯和自动扶梯通往1号线两个方向的站台；南进站区域连接2、3号口，各设1座扶梯和1座升降电梯通往一号线的两座站台，惟站厅升降电梯需预约使用。

### 站台
彭浦新村站站台位于高架三层，为侧式站台。两座站台均设有楼梯、自动扶梯和升降电梯通往站厅；站台上均候车区供候车乘客休息。

## 车站出口
|                     |               |      |  |
| 出口编号            | 出口指示      | 圖片 |  |
| 1 · 出口            | 场中路 闻喜路 |      |  |
| 2 · 出口 · （设有） | 场中路 闻喜路 |      |  |
| 3 · 出口 · （设有） | 场中路 闻喜路 |      |  |
| 4 · 出口            | 场中路 闻喜路 |      |  |
| 图例： 设有         |               |      |  |

注：1号口设有洗手间

## 接驳交通

### 公交换乘
151、206、04、46、110、114、253、312、322、705、722、741、762、849、862、912、916、232、234、222

## 圖片
- DC01-112 进入彭浦新村站
- AC01-0126进入彭浦新村站
- AC06-0149驶离彭浦新村站